# أكسل بيرغ (مهندس معماري)
أكسل بيرغ (بالدنماركية: Axel Berg)‏ هو مهندس معماري دنماركي، ولد في 5 أغسطس 1856، وتوفي في 10 ديسمبر 1929.

## معرض صور

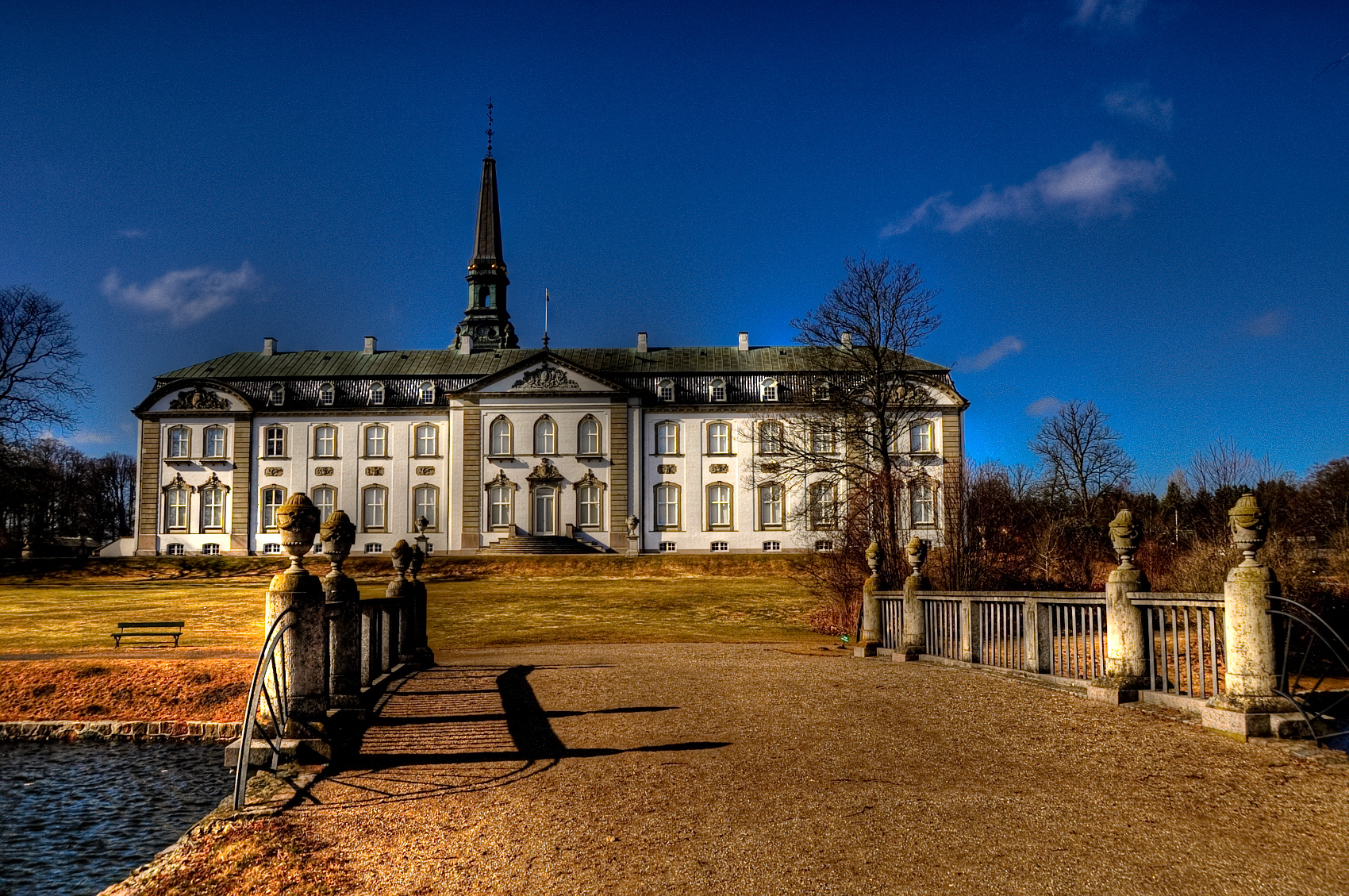
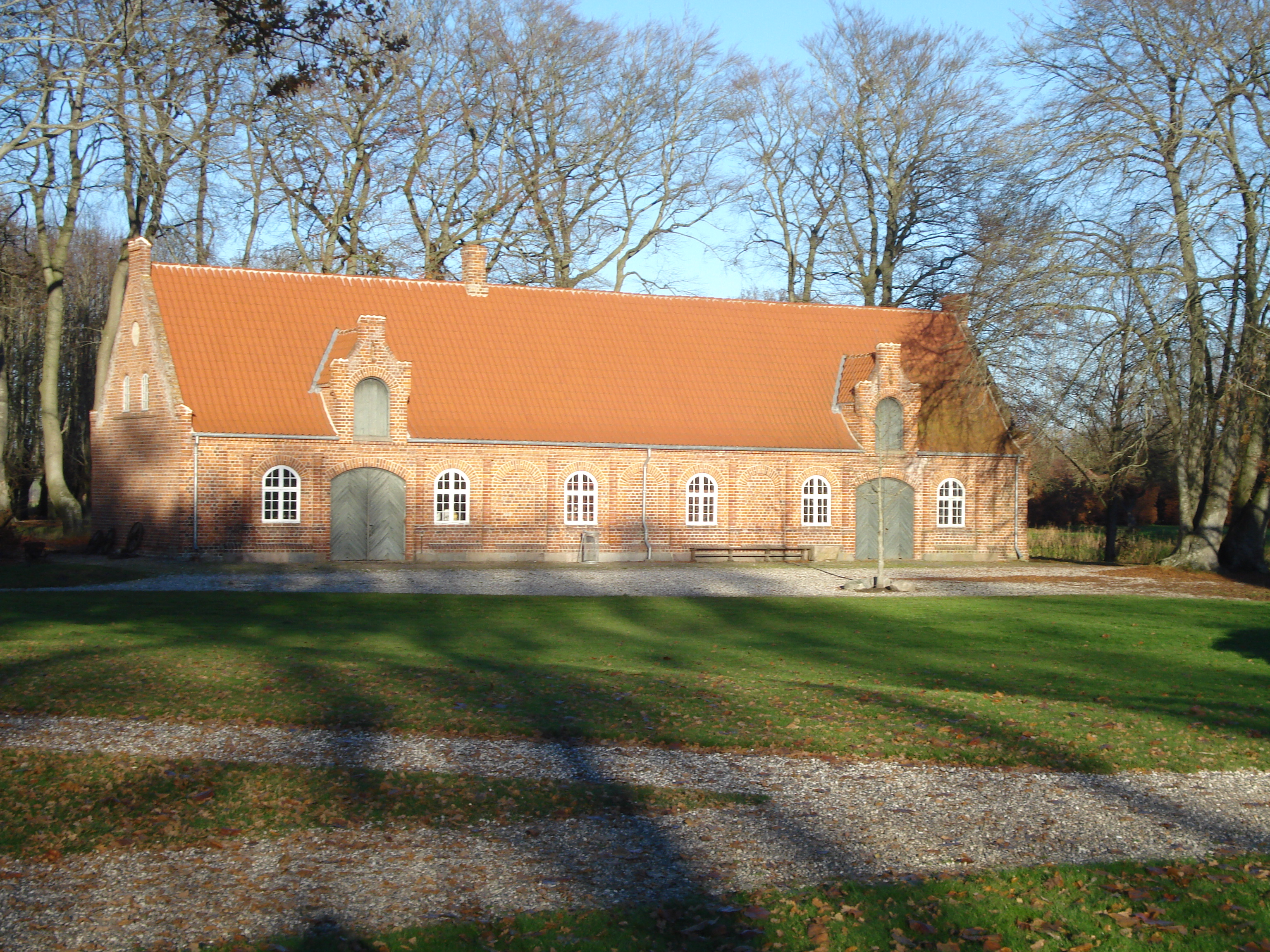
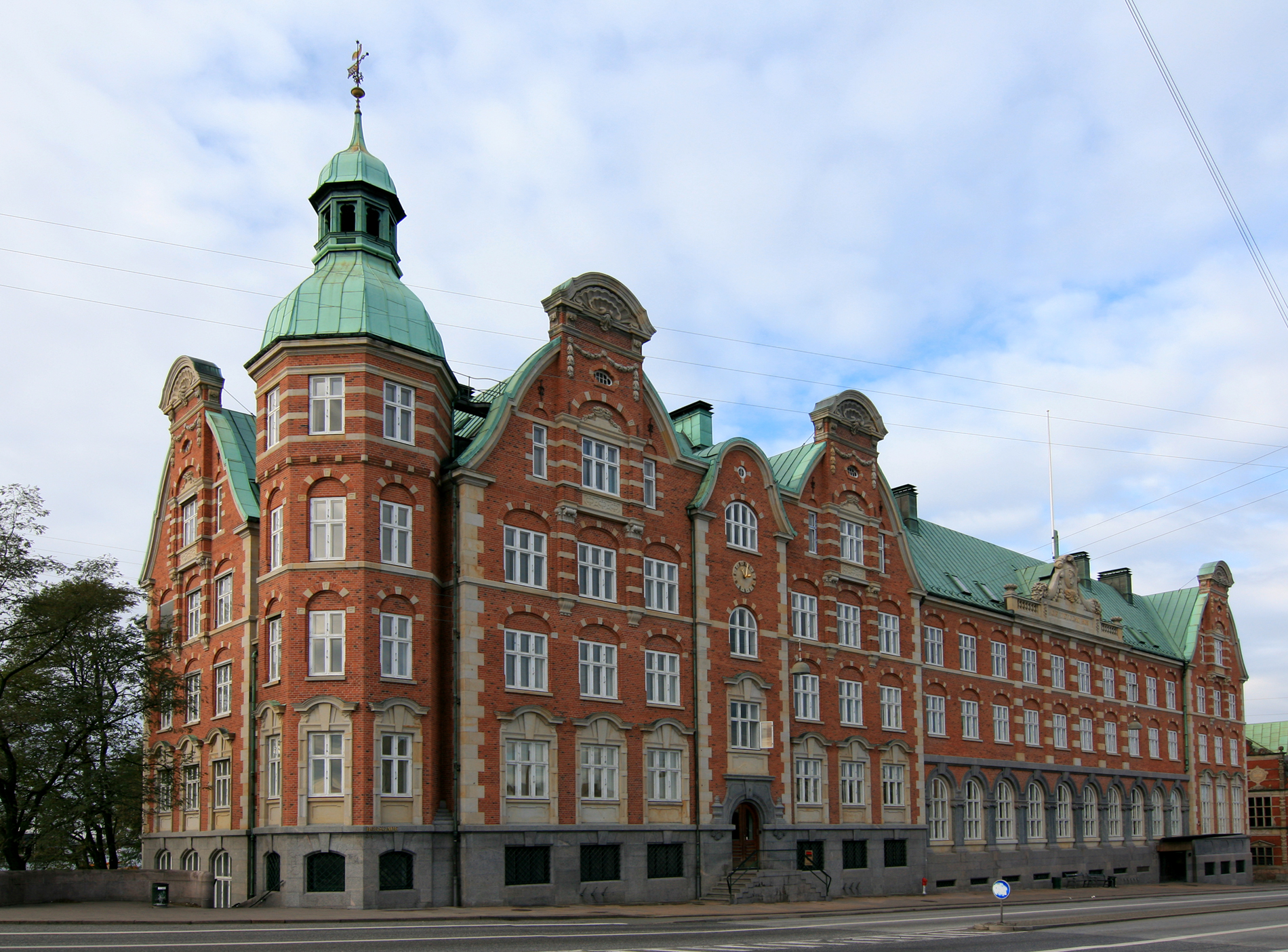